# Miloš Vemić
Miloš Vemić (serbisch Милош Вемић; * 8. März 1987 in Novi Sad) ist ein serbischer Volleyballspieler.

## Karriere
Vemić begann 1997 seine Volleyball-Karriere. In seiner Heimatstadt spielte er für OK Vojvodina Novi Sad. Mit dem Verein gewann er die serbische Meisterschaft und den nationalen Pokal. 2010 verpflichtete der Bundesligist VfB Friedrichshafen den Nationalspieler, der bereits im Kader für die Weltliga stand. In seiner ersten Saison am Bodensee wurde Vemić gleich deutscher Meister. 2012 wechselte Vemić in die Türkei zu Maliye Milli Piyango Ankara.